# Giải bóng đá ngoại hạng Iraq 1984-85
Giải bóng đá ngoại hạng Iraq 1984–85 là mùa giải thứ 11 của giải đấu kể từ khi thành lập năm 1974. Lần đầu tiên trong lịch sử bóng đá Iraq, một trận thắng được tính 3 điểm (mùa giải sau đó lại về 2 điểm). Giải bị hủy bỏ và không có đội vô địch. Lý do hủy bỏ là vì lịch thi đấu giải vô địch mâu thuẫn với lịch tham gia vòng loại World Cup quan trọng của đội tuyển quốc gia, và người hâm mộ cùng Hiệp hội bóng đá Iraq ưu tiên hơn. Tại thời điển hủy bỏ, Hussein Saeed của Al-Talaba dẫn đầu danh sách ghi bàn với 14 bàn thắng.
Sau khi giải đấu bị hủy bỏ, Al-Rasheed thiết lập một giải đấu có tên là Cúp Al-Rasheed bao gồm tất cả các đội bóng ở Giải ngoại hạng (ngoại trừ Al-Minaa và Wahid Huzairan) cùng 4 đội bóng ở hạng dưới (Al-Najaf, Al-Naft, Erbil and Al-Sulaikh). Al-Rasheed giành chức vô địch khi đánh bại Al-Zawraa 3–0 trong trận chung kết.

## Thay đổi tên gọi
- Quwat Al-Emen Al-Dakhili đổi tên thành Al-Shorta.

## Bảng xếp hạng tại thời điểm hủy bỏ
| Vị thứ | Đội bóng       | St | T  | H | B  | BT | BB | HS  | Đ  | Giành quyền hoặc xuống hạng                        |
| 1      | Al-Rasheed 1   | 18 | 13 | 4 | 1  | 32 | 8  | +24 | 43 | 1985–86 Giải vô địch bóng đá các câu lạc bộ châu Á |
| 1      | Al-Rasheed 1   | 18 | 13 | 4 | 1  | 32 | 8  | +24 | 43 | Giải vô địch bóng đá các câu lạc bộ Ả Rập 1985     |
| 2      | Al-Jaish       | 18 | 9  | 5 | 4  | 26 | 17 | +9  | 32 |                                                    |
| 3      | Al-Talaba      | 15 | 8  | 5 | 2  | 26 | 14 | +12 | 29 |                                                    |
| 4      | Al-Minaa       | 18 | 7  | 6 | 5  | 20 | 17 | +3  | 27 |                                                    |
| 5      | Al-Shabab      | 18 | 7  | 4 | 7  | 24 | 23 | +1  | 25 |                                                    |
| 6      | Salahaddin     | 19 | 5  | 9 | 5  | 17 | 19 | –2  | 24 |                                                    |
| 7      | Al-Zawraa      | 14 | 6  | 4 | 4  | 21 | 17 | +4  | 22 |                                                    |
| 8      | Al-Mosul       | 20 | 6  | 4 | 10 | 19 | 29 | –10 | 22 |                                                    |
| 9      | Al-Tayaran     | 16 | 5  | 6 | 5  | 14 | 15 | –1  | 21 |                                                    |
| 10     | Al-Shorta      | 19 | 5  | 6 | 8  | 20 | 22 | –2  | 21 |                                                    |
| 11     | Al-Tijara      | 17 | 5  | 6 | 6  | 11 | 14 | –3  | 21 |                                                    |
| 12     | Al-Sinaa       | 14 | 5  | 4 | 5  | 13 | 13 | 0   | 19 |                                                    |
| 13     | Wahid Huzairan | 17 | 2  | 4 | 11 | 9  | 26 | –17 | 10 |                                                    |
| 14     | Al-Amana       | 17 | 1  | 5 | 11 | 10 | 28 | –18 | 8  |                                                    |

1 Hiệp hội bóng đá Iraq quyết định cho phép Al-Rasheed, đội dẫn đầu giải trước khi bị hủy bỏ, tham dự các giải đấu cấp châu lục.